# Pavel Datsyuk
Pavel Valerievich Datsyuk (Sverdlovsk, 20 de julho de 1978)  é um jogador profissional de hóquei no gelo russo que atua na posição de centro pelo SKA Saint Petersburg, da KHL. De 2001 a 2016, ele jogou pelo Detroit Red Wings da National Hockey League (NHL). Em 2017, Datsyuk foi nomeado como um dos "100 Melhores Jogadores da História da NHL".